# Museo Nacional de Comoras
El Museo Nacional de Comoras, abreviado MNC (en francés: Musée de Comores; en inglés: National Museum of Comoros) está ubicado en Moroni, capital de las Islas Comoras. También es un departamento del Centro Nacional de Documentación e Investigación Científica, fundado en 1979, que es la institución de apoyo al museo.
El museo fue fundado en 1988 y muestra una colección de objetos históricos, artesanales, geológicas y de historia natural en solo cuatro salas de alrededor de 300 m².
La primera sala alberga exhibiciones de las áreas de historia regional, arqueología, arte y religión. Se trata principalmente de fotografías, hallazgos de cerámica y documentos escritos de varios siglos de historia. Las exhibiciones más antiguas son del siglo IX. Las ilustraciones muestran a los antiguos gobernantes, asentamientos, así como las ciudades y pueblos. Otras imágenes dan una idea de la estructura del país, la arquitectura regional, el arte y los objetos cotidianos, y también hay algunas esculturas religiosas.
La segunda sala contiene partes de la colección sobre el tema de las geociencias y especialmente la vulcanología. Esta área contiene una colección de rocas volcánicas, así como fotografías aéreas del volcán Karthala y el Macizo de la Grille.
En la tercera sala, se muestran exhibiciones de los campos de la oceanografía e historia natural. Aquí se exhiben objetos de la colección de flora y fauna terrestre y marina. Una vitrina muestra aves endémicas. Una exhibición especial del museo es un espécimen preparado de un celacanto (Latimeria).
La cuarta sala muestra objetos de la historia social y cultural local. En esta zona se exhiben objetos de la vida cotidiana, la cultura y el medio ambiente. El visitante puede conocer las técnicas artesanales y de producción, así como el patrimonio cultural en los campos del folclore y los trajes tradicionales. La exhibición principal es la ropa de varios reyes.
Además de las áreas de exposición permanente, el museo ofrece una librería y una galería para exposiciones cambiantes sobre diversos temas. El museo mantiene contactos de cooperación con organizaciones internacionales como el Consejo Internacional de Museos Africanos y el Consejo Internacional de Museos. También tiene asociaciones con otros museos.
Dos museos regionales más pequeños en las islas de Anjouan y Mohéli están asociados con el museo principal.